# A列車で行こう3D
A列車で行こう3D（エーれっしゃでいこうスリーディー、英語: A-Train 3D: City Simulator）は、2014年2月13日にアートディンクから発売されたニンテンドー3DS用鉄道経営シミュレーションゲーム。高速処理に対応した「A列車で行こう3D NEO」とWindows移植版「みんなのA列車で行こうPC」についても記述する。

## 概要
『A列車で行こうシリーズ』の第17作目。携帯ゲーム機では『A列車で行こうDS』以来で3作目。
2011年に発売予定だったが、諸般の事情で2013年に延期され、再度2014年に延期された。ゲームシステムはニンテンドーDS版を基にウェブ上の「みんなの投書箱」で意見や要望を募り、より利用者の意見を取り入れて改善する方向で開発が進められていた。早期購入者特典で「A列車で行こう3DオリジナルサウンドトラックCD」があり、歴代の楽曲やボーカル曲を含む30曲が収録されている。また、『無印』『NEO』共に攻略ガイドブック付きの「ビギナーズパック」も販売されている。店頭での書籍単体の販売はなく、既存の利用者に対してはガイドブックのPDFデータでの販売対応となっている

## シナリオコンテスト
- テーマ：「問題を抱えた街」
- 受付期間：2014年2月14日から5月30日[6][7]

※現在終了

## 前作からの変更点
- 車両の色に加え、車両の形状を変更できるようになった。
- 路面電車が敷設可能になった。
- 年月を経るとともに町が変化する時代の概念が導入された。
- 資材の他、農業・水産・木材・石炭・石油の新たな資源設定が導入された。
- 車庫、信号場、貨物駅の建設が可能になった。
- 上りと下りで別ダイヤの設定が可能になった。
- 子会社の種類が大きく増えた。
- 勾配カーブが追加された。
- 道路に自家用自動車、駅や道路などに歩行者（2001以来）が登場するようになった（歩行者は3Dカメラモードのみ）。オプションでOFFに設定すると、従来通り自家用自動車と歩行者が登場しないようにできる。
- 列車のダイヤの時間設定が細かく出来るようになった。
- 片側2車線道路が追加された。
- 3DSの立体視を活かした3D（三次元）表示ができる（3Dカメラモードのみ対応）。
- 時間経過のコマンドが4段＆早送りから5段＆早送りになった。ただしスペックの関係上、前作よりは流れがかなり遅めである。
- そのため、過去のBGMもアレンジされている。

## A列車で行こう3D NEO
2016年12月1日に発売。Newニンテンドー3DS本体の処理能力向上に合わせてゲーム内の処理も高速化・最適化などに対応させたもので、ゲーム内容に変更はない。無印とのデータ互換性はある。「NEW」専用ではなく従来の3DSでも遊べるが高速化の恩恵はない。
- 経過時間の高速化、地図の回転や3Dカメラモードの操作の快適化。
- セーブ、ロードの時間短縮。
- 有料DLCの追加シナリオ（8シナリオ分）が最初から収録されている。
- 「New 3DS」に追加された新しいボタンに対応したショートカット機能。
- 従来の利用者（無印）には無料でアップデートが提供される。但し、有料DLCの追加シナリオは追加されない。

## みんなのA列車で行こうPC
上記の「A列車で行こう3D」をPC向けに対応させたものでありグラフィックの解像度が4倍となった他、ゲームオーバーにならないフリーモード、無印とDLCの全シナリオ収録の他オリジナルシナリオが3つ追加されている。Steamワークショップを通じて自作シナリオ配布やライバルデータ配布が可能であり、Steam実績にも対応する。発売日は2016年12月15日と予定されていたが、前日（12月14日）の夕方にSteamにて販売ページが公開され、ダウンロード販売が始まった。